# Grobya guieselii
Grobya guieselii är en orkidéart som beskrevs av Fábio de Barros och Lourenço. Grobya guieselii ingår i släktet Grobya och familjen orkidéer. Inga underarter finns listade i Catalogue of Life.